# Ян Спєвак

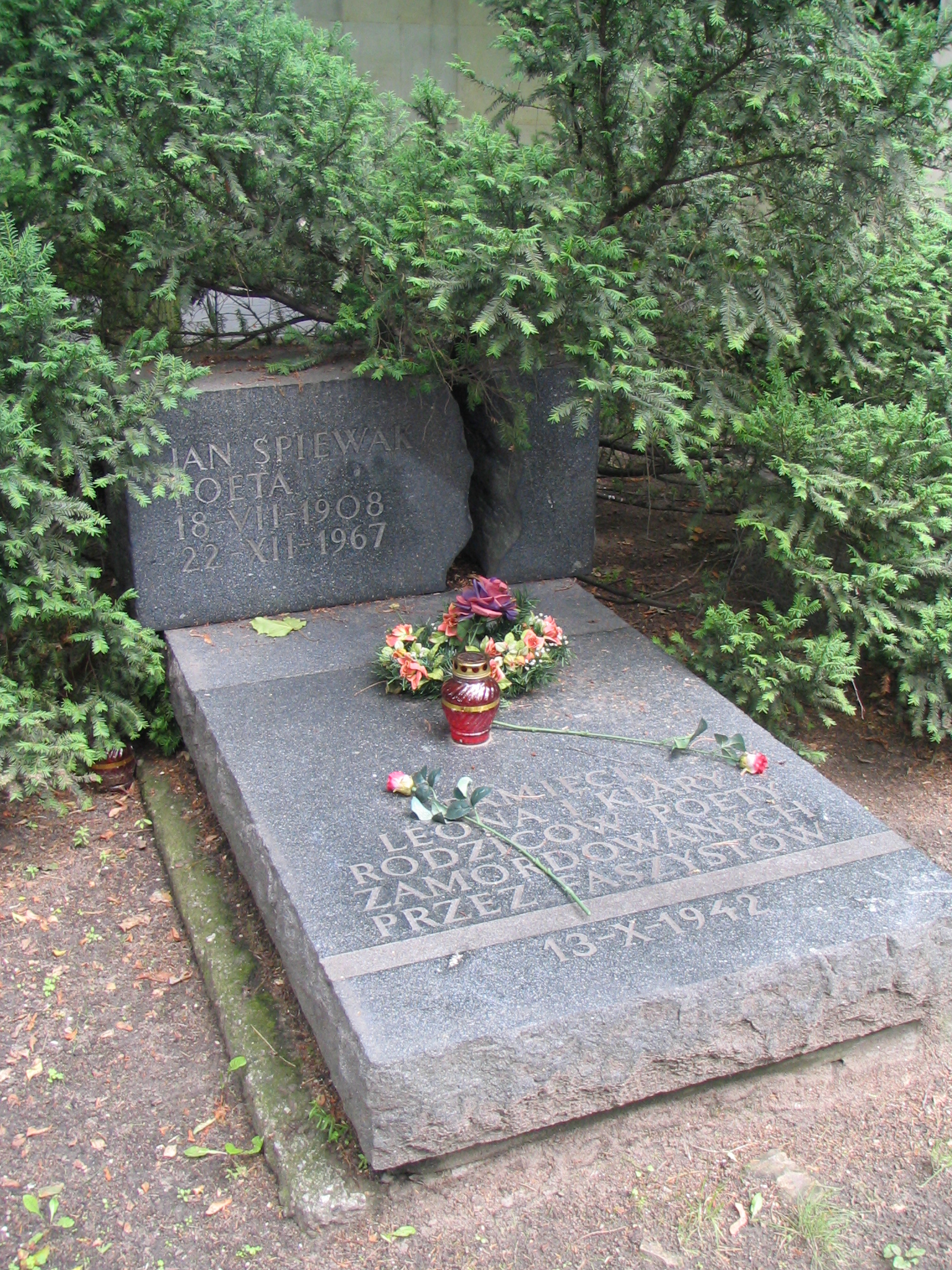
Могила Яна Спєвака на військовому Повонзківському цвинтарі у Варшаві

Ян Спєвак, (18 липня 1908  Гола Пристань, Збур'ївська волость, Дніпровський повіт, Таврійська губернія — 22 грудня 1967 Варшава, Польща) — польський поет, есеїст та перекладач. Чоловік поетеси Анни Каменьської, батько соціолога Павла Спєвака.

## Біографія
Він народився в українському селі Гола Пристань у сім'ї євреїв, син батька Леона та матері Клари. Він провів своє дитинство у Херсоні, потім разом із родиною переїхали до  Польщі та оселився у Рівному на Волині. Він вивчав польську мову у Львові та Варшаві. Він асоціювався з групою поетів лівих, які друкували свої вірші в соціалістичному виданні «Сигналі» та «Лівий слід». Період Друга світова війна провів у  Радянському Союзі.
У 1948 році він одружився з поетесою Анною Каменською (1920—1986). У них було два сини: Ян Леон (1949—1988), журналіст, письменник і громадський діяч, Павло, соціолог (1951—2023).
Повернувся до Варшави в 1950 році. Він був членом редакції літературного щомісячника Сьогодняшній день. Він опублікував багато томів поезії, включаючи переклади творів з російської та болгарської літератури. Разом зі своєю дружиною Анною Каменською він переклав п'єси Горького, а у співпраці з Северином Поллак опублікував літературну публікацію в 1955 році Юзефа Чеховича. Він є автором антологій, літературних етюдів, нарисів та спогадів інших поетів (у тому числі Константи Ільдефонс Галчинський, Станіслав Пєнтак, Зузанна Ґінчанка). Він отримав у 1966 р. болгарський орден Кирила та Мефодія за переклади з  болгарської мови, що містяться в антології «О, ліс, зелений ліс». Його вірші містяться у понад десятка антологій польської поезії, виданих іноземними мовами.
Він помер від раку у Варшаві і похований на Повонзківському цвинтарі у Варшаві .
Щороку з [1968] у Свідині відбувається загальнодержавний польський поетичний конкурс імені Яна Спєвака та (з 2005 року) також Анни Каменьської, один із найстаріших конкурсів у Польщі.

## Творчість

### Поезія
- 1938:  Степові вірші  (Wiersze stepowe)
- 1953 рік: Досвід (Doświadczenia)
- 1957:  Карусель  (Karuzela)
- 1958 рік: Зелені птахи (Zielone ptaki)
- 1960: Наївні діалоги (Dialogi naiwne)
- 1963:  Спуск у кратер  (Zstąpienie do krateru)
- 1966:  Учні піску: вибрана поезія (1933—1963)  (Źrenice piasku: poezje wybrane)
- 1967: Анна (Anna)
- 1969:  Падіння  (Ugory)

### Ескізи та спогади
- 1965:  Дружби та ворожість  (Przyjaźnie i animozje)
- 1971:  Працьовитий сюрприз  (Pracowite zdziwienia)